# Itakura Katsutake
Itakura Katsutake est un nom japonais traditionnel ; le nom de famille (ou le nom d'école), Itakura, précède donc le prénom (ou le nom d'artiste).
Itakura Katsutake (板倉 勝武, 1er février 1736-30 juin 1769) est le fils ainé d'Itakura Katsuzumi. Deuxième daimyō Itakura du domaine de Bitchū-Matsuyama, il succède à Itakura Katsuzumi, puis Itakura Katsuyori lui succède.

## Source de la traduction
- (en) Cet article est partiellement ou en totalité issu de l’article de Wikipédia en anglais intitulé « Itakura Katsutake » (voir la liste des auteurs).